# Mrázovce
Mrázovce é um município da Eslováquia, situado no distrito de Stropkov, na região de Prešov. Tem 4,65 km² de área e sua população em 2018 foi estimada em 82 habitantes.

## Demografia
| Ano:        | 1994 | 2004   | 2014 | 2024    |
| ----------- | ---- | ------ | ---- | ------- |
| Broj ljudi: | 91   | 100    | 89   | 79      |
| Razlika:    |      | +9,89% | -11% | -11,23% |

| Ano:               | 2023 | 2024 |
| ------------------ | ---- | ---- |
| Número de pessoas: | 79   | 79   |
| Diferença:         |      | +0%  |